# Vereniging van vervolgden van het naziregime

Logo van de VVN

De Vereniging van vervolgden van het naziregime (Duits: Vereinigung der Verfolgten des Naziregimes – Bund der Antifaschistinnen und Antifaschisten) is een in 1947 opgerichte vereniging gevestigd in Berlijn. De VVN-BdA – oorspronkelijk VVN – was het resultaat van de slachtoffersverenigingen van politieke en ideologische tegenstanders van het nationaalsocialisme, die werden opgericht na de Tweede Wereldoorlog en het einde van de dictatuur van het nationaalsocialisme in Duitsland.
Binnen de VVN hadden de communisten al snel een grote invloed. Bekende nazislachtoffers als Eugen Kogon, Heinz Galinski en Philipp Auerbach verlieten daarop de VVN, terwijl de Sociaaldemocratische Partij (SPD) van Kurt Schumacher, die zelf bijna de hele nazitijd in concentratiekampen had gezeten, in 1948 een lidmaatschap van de VVN onverenigbaar verklaarde met een lidmaatschap van de SPD. In 1971 voegde de VVN de naam Bund der Antifaschisten toe aan de naam. In deze periode nam zij ook stelling tegen optredens van oude en nieuwe nazi's zoals veteranenbijeenkomsten van SS'ers en de NPD. In de Bondsrepubliek bleef de VVN tot 1989 nauw gelieerd aan de KPD en de DKP. In 1989 waren alle voorzitters van de deelstaatorganisaties van de VVN-BdA lid van de DKP, terwijl de organisatie een jaarlijkse bijdrage van 2,3 miljoen DM ontving van de DDR.
In 1952 en 1953 kwam het in de DDR tot antisemitische vervolgingen in navolging van de Sovjet-Unie en Tsjechoslowakije (het proces tegen Rudolf Slánský). De Joodse SED-leden Julius Meyer en Hans Freund, die beide  Volkskammerlid voor de VVN waren, vluchtten naar het westen en op 15 januari 1953 werd de VVN zonder een ledenraadpleging door het DDR-regime opgeheven. Ook de uitgeverij van de VVN, die toentertijd het tijdschrift Der Weg van de Joodse gemeente van Berlijn uitgaf, werd gesloten. Er kwam een Komitee der Antifaschistischen Widerstandskämpfer, dat echter geen autonome vereniging was, maar net als de massaorganisaties in de DDR aangestuurd werd door het Centraal Comité van de SED en door de staat gefinancierd werd.
Na die Wende in de DDR in 1990 werd het Komitee der Antifaschistischen Widerstandskämpfer voortgezet als Interessenverband der Verfolgten des Naziregimes (IVVdN). In 1991 werd het vermogen van de IVVdN door de Treuhandanstalt in beslag genomen, zoals dit ook bij andere aan de SED gelieerde organisaties was gebeurd. Ook de VVN-BdA in het Westen kwam in grote problemen door het wegvallen van de financiering door de DDR. In 2002 volgde een fusie tussen de IVVdN en de VVN-BdA. De vereniging ging verder als VVN-BdA. Bij deze fusie was ook de vakbond IG Metall met een kaderlid aanwezig. Het onverenigbaarheidsbesluit van de sociaaldemocraten werd eind 2010 opgeheven. De communistische invloed bleef echter; de bestuurders van de VVN-BdA zijn in de meeste gevallen lid geweest van de DKP of werden lid van de Linkspartei.